# Strictly 4 My N.I.G.G.A.Z.
Strictly 4 My N.I.G.G.A.Z. е албум на американския рапър Тупак Шакур. Подобно на неговия дебютен, този албум също съдържа много песни, подчертаващи политическите и обществени възгледи на Тупак. Но този албум има по-голям комерсиален успех от 2Pacalypse Now и има доста забележими разлики в продукцията. Албумът е най-известен с хитовете Keep Ya Head Up, Papa'z Song и I Get Around и достига платинен статус.